# Colletes malleatus
Colletes malleatus là một loài Hymenoptera trong họ Colletidae. Loài này được Cockerell mô tả khoa học năm 1933.
Loài này phân bố ở Zimbabwe.